# Antonín Petr Příchovský z Příchovic

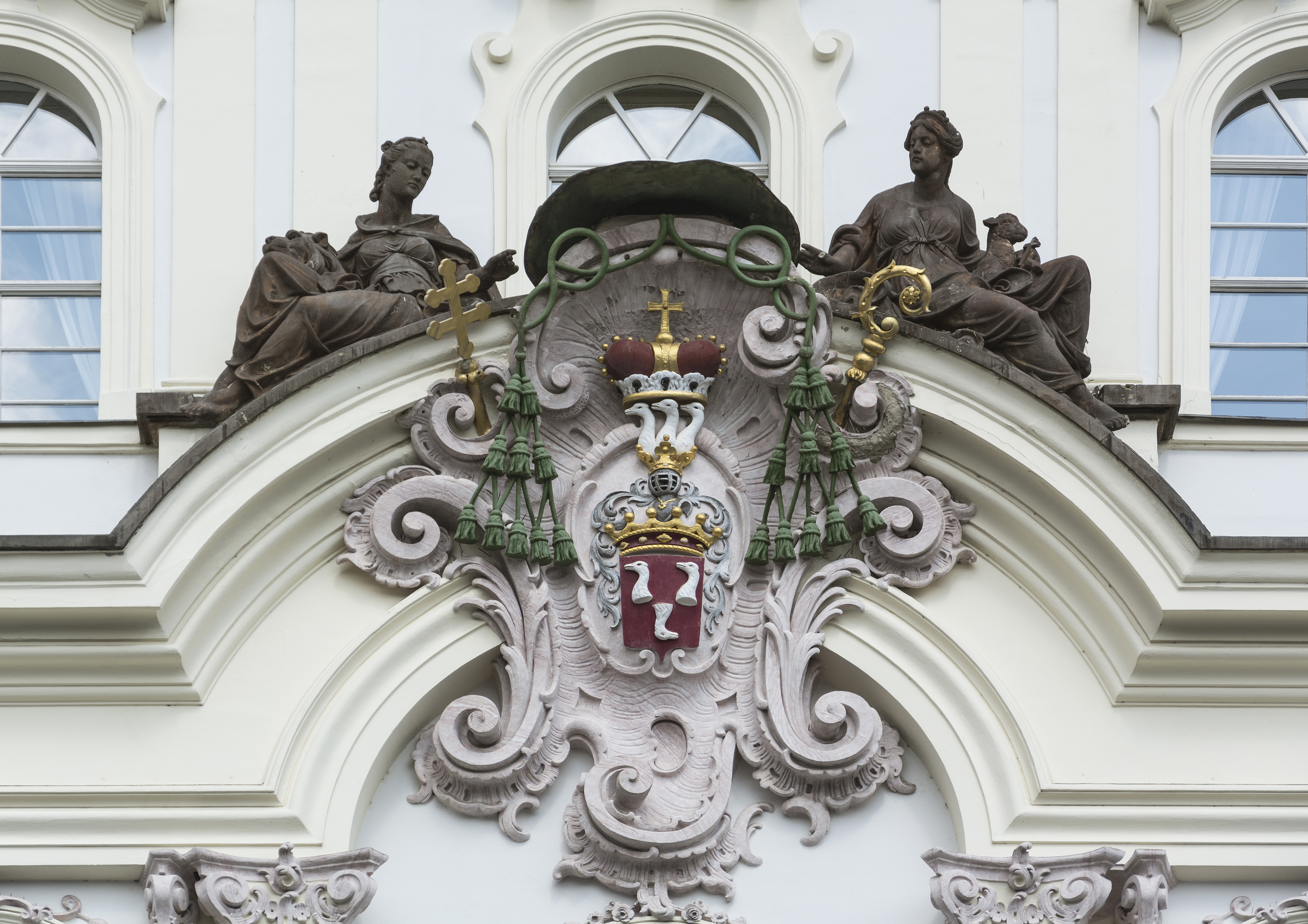
Herb Antona Petra Przichowskiego

Antonín Petr Příchovský z Příchovic, znany także jako Anton Petr Przichowsky von Przichowitz (ur. 28 sierpnia 1707 r. w Svojšínie; zm. 14 kwietnia 1793 r. w Pradze) – czeski duchowny kościoła katolickiego, biskup ordynariusz hradecki w latach 1754–1763, arcybiskup metropolita praski i prymas Czech od 1763 roku.

## Życiorys
Urodził się w 1707 roku jako syn Antonína Ferdinanda Příchovskýego z Příchovic i jego żony Teresy Judyty Sekerkovej ze Sedčic. Należał do starego wschodnioczeskiego rodu szlacheckiego. Studiował teologię w Rzymie i Pradze. W 1731 roku otrzymał święcenia kapłańskie oraz został doktorem teologii na Uniwersytecie Karola. 19 listopada 1752 roku został mianowany przez koadiutorem w archidiecezji praskiej oraz tamtejszym biskupem pomocniczym. Papież Benedykt XIV nominował go arcybiskupem tytularnym Hemesa. Jego konsekracja biskupia miała miejsce 19 listopada 1752 roku.
W latach 1754–1763 pełnił funkcję ordynariusza w diecezji Hradec Kralove, będąc dziesiątym zwierzchnikiem tego biskupstwa. Po śmierci arcybiskupa Johanna Moritza Gustava von Manderscheid-Blenkenheima został jego bezpośrednim sukcesorem na mocy wcześniejszych postanowień. 13 maja 1764 roku odbył uroczysty ingres do katedry św. Wita w Pradze.
Podczas swoich rządów w archidiecezji wybudował nowy pałac arcybiskupi na Hradczanach, który użytkowany jest przez jego następców do dziś. Zmarł w 1793 roku i zgodnie ze swoim życzeniem został pochowany w praskiej archikatedrze.